# 22063 Денсілі
22063 Денсілі (22063 Dansealey) — астероїд головного поясу, відкритий 5 січня 2000 року.
Тіссеранів параметр щодо Юпітера — 3,577.